# Rivoltella (Rosasco)
Rivoltella è l'unica frazione del comune di Rosasco.
È a fianco della strada per Palestro (SP56), a circa 2,5 km dal capoluogo.
Il piccolo centro abitato si sviluppa con pianta dispersa, a meno di 1 km dalla riva sinistra del fiume Sesia.
Le strade provinciali  portano al capoluogo, a Palestro, a Robbio.

## Storia
Il luogo è ricordato su alcuni documenti del 1178; faceva parte del contado di Robbio, quindi dipendente da Vercelli.
Come Rosasco, fu devastato e incendiato, nel 1636, dalle truppe francesi.
Pochi anni dopo era incluso nell’elenco delle terre del principato di Pavia, censite, per fini fiscali, da Ambrogio Opizzone.
Fu comune autonomo; dal 1707 entrò a far parte della provincia piemontese 'Lomellina'.
Dal 1800 (con la parentesi napoleonica) fu incluso nel Dipartimento dell'Agogna e tale rimase fino al 1809, anno in cui fu aggregato a Robbio.
Nel 1818 il comune fu soppresso e unito a Rosasco.
Il borgo diede i natali al cardinale Ardizzone di Roatella (1159 - 1181).
'Roatella' può essere considerato nome italiano più appropriato di 'Rivoltella'; infatti nel dialetto locale il borgo è detto 'Ruatèla', mentre l'arma è detta 'rivultèla'; in dialetto gli abitanti sono detti 'ruatlìn'.

## Monumenti e luoghi d'interesse

### Chiesa di Santa Rosalia
Si hanno notizie della chiesa di Rivoltella fin dal 1440, in occasione di una visita pastorale del vescovo di Vercelli: era dedicata a San Barbaziano.
Nei secoli successivi è sempre ricordata come dipendente dalla parrocchia di Robbio.
Sorge sulla strada per Robbio (SP 21): ha pianta a forma di croce greca, con 2 cappelle laterali e un alto campanile.

## Sport

### Centro sportivo Piscina Fallosa
Il centro sportivo con piscine, campi da calcetto e beach volley sorge poco lontano dalla frazione, in prossimità del Sesia; si sviluppa su una superficie di 6000 m².